# Виталиј Гинзбург
Виталиј Лазаревич Гинзбург (рус. Вита́лий Ла́заревич Ги́нзбург, 4. октобар 1916. – 8. новембар 2009) био је совјетски и руски теоријски физичар и астрофизичар, који је 2003. године, добио Нобелову награду за физику „за пионирски допринос теорији суперпроводника и суперфлуида”. Био је члан Руске академије наука и један од твораца совјетске хидрогенске бомбе. Наследник је Игора Тама на челу Департмана за теоријску физику на Физичком институту Лебедев Руске академије наука. Био је отворени атеиста.

## Биографија
Виталиј Гинзбург рођен је у јеврејској породици у Москви 1916. године, као син инжењера Лазара Јефимовича Гинзбурга и докторе Аугусте Вилдојер, а дипломирао је физику на Московском државном универзитету Ломоносов 1938. године. Своју кандидатску дисертацију одбранио је 1940. године, а докторску дисертацију 1942. године. Постао је члан Комунистичке партије Совјетског Савеза 1944. године. Међу његовим достигнућима су деломично феноменолошка теорија суперпроводљивости, Гинзбург-Ландау теорија, коју је развио заједно са Лавом Ландауом 1950. године; теорија пропагирања електромагнетског зрака у плазмама (на пример, у јоносфери); теорије о пореклу космичког зрачења. Такође је познат и биолозима као део групе научника који су помогли да се сруши владавина повезаног анти-Менделовца агронома Трофима Лисенка, што је омогућило да се у СССР врати модерна генетичка наука.
Гинзбург се 1937. године оженио Олгом Замшом. Поново се оженио 1946. године својом другом супругом, Нином Гинзбург (рођена Јермакова), која је провела више од годину дана у притвору због измишљених оптужби за планирање убиства совјетског вође Јосифа Стаљина.
Гинзбург је био главни уредник научног часописа Uspekhi Fizicheskikh Nauk. Водио је и академски департман за физику и астрофизику, који је основао на Московском физичко-технолошком институту 1968. године.
Гинзбург је идентификован као секуларни Јевреј, а након слома комунизма у бившем Совјетском Савезу, био је веома активан у јеврејском животу, посебено у Русији, где је био члан управног одбора Руског јеврејског конгреса. Такође је познат по борби против антисемитизма и по подршци држави Израел.
Двехиљадитих година, Гинзбург је био политички активан, подржавајући руску либералну опозицију и покрет за људска права. Бранио је Игора Сутјагина и Валентина Данилова од оптужби за шпијунажу коју су изнеле власти. У интервјуу за Радио Слободна Европа Гинзбург је 2. априла 2009. године осудио Федералну службу безбедности Руске Федерације као институцију која је штетна по Русију и текуће ширење њених овласти као повратак стаљинизма.
Гинзбург је радио на Физичком институту Лебедев Совјетске и Руске академије наука у Москви од 1940. године. Руска академија наука је главна институција у којој су углавном сви добитници Нобелове награде за физику из Русије обавили своје студије и/или истраживачке радове.

## Став о религији
Гинзбург је био признати атеиста, како под војно-атеистичком совјетском владом, тако иу посткомунистичкој Русији када је религија доживела снажно оживљавање. Он је критиковао клерикализам у новинарству и написао неколико књига посвећених питањима религије и атеизма. Због тога су га неке православне хришћанске групе осудиле и рекле да ниједна научна награда не може оправдати вербалне нападе на Руску православну цркву. Био је један од људи који су потписали Отворено писмо председнику Владимиру В. Путину од чланова Руске академије наука против клерикализације Русије.

## Смрт
Портпаролка Руске академије наука објавила је да је Гинзбург преминуо у Москви 8. новембра 2009. године од акутног застоја срца. Гинзбург је патио од лошег здравља неколико година, а три године пред смрти рекао је: „У принципу, завидим верницима. Имам 90 година и обузима ме болест. Верницима је лакше да се носе са њом и другим животним тешкоћама. Али шта се може учинити? Не могу да верујем у васкрсење након смрти.”
Руски премијер Владимир Путин упутио је саучешће породици Гинзбург, рекавши: „Опраштамо се од изузетне личности, чији су изузетан таленат, изузетна снага карактера и чврстоћа убеђења изазивали истинско поштовање код његових колега”. Председник Русије Дмитриј Медведев је у писму саучешћа описао Гинзбурга као „врхунског физичара нашег времена чија су открића имала огроман утицај на развој националне и светске науке.” Гинзбург је сахрањен 11. новембра на гробљу Новодевичје у Москви, месту где су сахрањени многи познати руски политичари, писци и научници.

## Признања и награде
- Стаљинова награда 1953. године
- Лењинова награда 1966. године
- Изабран за иностраног члана Краљевског друштва 1987. године
- Златна медаља Краљевског астрономског друштва 1991. године
- Волфова награда за физику 1994/5. године
- Ломоносовљева Златна медаља 1995. године — за изузетна достигнућа у области теоријске физике и астрофизике
- Нобелова награда за физику 2003. године заједно са Алексејом Абрикосовим и Ентонијем Џејмсом Легетом „за пионирски допринос теорији суперпроводника и суперфлуида”[18]
- Орден за заслуге за домовину:
  - 1. класа (4. октобар 2006) — за изузетан допринос развоју националне науке и дугогодишње плодне активности
  - 3. класа (3. октобар 1996) — за изузетна научна достигнућа и обуку висококвалификованих кадрова
- Орден Лењина 1954. године
- Орден црвеног барјака рада, двапут 1954. и 1975. године
- Медаља „За храбри рад у Великом домовинском рату 1941—1945” 1946. године
- Медаља „У спомен 800. годишњице Москве” 1948. године
- Медаља „За храбри рад. У спомен 100. годишњице рођења Владимира Иљича Лењина” 1970. године
- Златна медаља Вавилов 1995. године — за изванредан рад у физици, укључујући низ радова о теорији зрачења равномерно покретних извора